# 孔特拉斯特岩
孔特拉斯特岩（英語：Contrast Rocks），是南極洲的岩石，位於南喬治亞群島，處於南極角以東1公里，由英國研究隊繪入地圖和命名，由英國海外領土管轄。